# Гедон, Лоренц
Лоренц Гедон (нем. Lorenz Gedon; 24 ноября 1843, Мюнхен — 27 декабря 1883, Мюнхен) — немецкий художник: скульптор, архитектор, проектировщик интерьеров и мастер декоративно-прикладного искусства периода историзма.

## Биография
В 1858 году Лоренц Гедон начал обучение у скульптора Йозефа Отто Энтреса. В 1863 году он поступил в класс Макса Виднмана в Мюнхенской академии изобразительных искусств.
В дальнейшем Гедон в основном занимался декоративным искусством. Был членом основанного в 1851 году Мюнхенского общества художественных ремёсел (Münchner Kunstgewerbeverein). Лоренца Гедона считают представителем стиля неоренессанс в декоративно-прикладном искусстве, скульптуре и архитектуре, в некоторых произведениях он работал в стиле необарокко. В 1878 году Гедон оформил Немецкий салон на Всемирной выставке в Париже. Он проектировал оформление интерьеров Ленбаххауса, Художественной галереи Мюнхена (1877), Дворца Тодеско в Вене, виллы Ванфрид в Байройте и многих построек в Баварии. Гедон участвовал в оформлении замков Линдерхоф и Херренкимзее баварского короля Людвига II. Он также проектировал здания для частных лиц, такие как вилла владельцев фабрики Schloss Abtsee.
Лоренц Гедон был женат на Вильгельмине Бёхайм (1849—1929), известной по портрету фрау Гедон работы живописца Вильгельма Лейбля (1869), одного из шедевров немецкой портретной живописи (Новая пинакотека в Мюнхене).
Гедон дружил с Францем фон Ленбахом, Фридрихом Августом фон Каульбахом и Вильгельмом Бушем, с которыми в 1873 году он основал мюнхенское сообщество художников «Аллотрия». Лоренц Гедон не получил большой известности как художник, но его деятельность в «Аллотрии» имела важное значение.
Скончался художник в Мюнхене, похоронен на Старом Южном кладбище (Mauer Links Platz 356, Gräberfeld 15). В 1897 году его именем названа улица Гедонштрассе (Gedonstraße) в районе Швабинг в Мюнхене, а в 1936 году в Берлине появилась улица также названная именем художника: Гедонштрассе в районе Райникендорф.